# Satar Bayee
Satar Bayee là một loại hạnh nhân, được trồng chủ yếu ở Afghanistan. Vùng thung lũng sông của sông Khulm ở phía bắc Afghanistan, đặc biệt là tỉnh Balkh và tỉnh Samangan trồng hạnh nhân Satar Bayee rất nhiều và được cho là nơi trồng hạnh nhân Satar Bayee ngon nhất trên thế giới. Satar Bayee do Hiệp hội Trái cây Sấy khô Mazar nắm quyền quản lý.